# Heybeliada
Heybeliada ou Heybeli Ada (en grec: Χάλκη, Chalki) est la deuxième par la taille (2,4 km²) des Îles des Princes, en mer de Marmara, près d'Istanbul. 
Le point culminant de l'île est de 136 mètres, occupé par la colline de Değirmen Tepe. Les autres collines de l'île sont l'Ocağı Tas Tepe (128 m), Ümit Tepe (85 m) et Makarios Tepe (98 m). Heybeliada dispose de quatre ports (Bahriye, Mendirek, Değirmenburnu et Çam). Le port le plus important de l'île est celui de Çam.

## Histoire
Heybeliada était jusqu'au début du XIXe siècle une île de pêcheurs, avant de connaitre un développement lié à la création d'écoles (première école de commerce ottoman privé, académie navale ottomane) et à la présence de riches habitants d'Istanbul, principalement issus de la communauté grecque, qui choisissent l'île pour y établir leur résidence d'été. En 1894, un tremblement de terre majeur endommage les bâtiments de l'île. Après la fondation de la Turquie en 1923, Heybeliada accueille un sanatorium pour les patients atteints de tuberculose. 

## Architecture
La grande école navale turque domine l'embarcadère. L'école possède deux pièces d'architecture intéressantes. Le premier bâtiment remarquable est la Kamariotissa, la seule église byzantine sur l'île et, plus important, la dernière église construite avant la conquête de Constantinople. L'autre est la tombe du second ambassadeur britannique envoyé à Constantinople par Élisabeth Ire d'Angleterre, Edward Barton, qui choisit de vivre sur Heybeliada pour échapper à l'animation de la métropole. 
À droite de l'embarcadère se trouve la ville avec ses restaurants, bars et cafés, un hôtel ouvert toute l'année et de jolies maisons traditionnelles en bois.
Au sommet d'une des trois collines (la plus au nord) de l'île se trouve un monastère orthodoxe grec du XIe siècle qui hébergea l'institut de théologie orthodoxe de Halki, le principal séminaire grec orthodoxe en Turquie et le séminaire théologique du patriarcat œcuménique de Constantinople, fermé en 1971 sur ordre du gouvernement turc.
Trace de son passé cosmopolite, on trouve à Heybeliada, en plus de sa mosquée et de plusieurs monuments orthodoxes, une synagogue datant de 1940, qui ne représente cependant pas vraiment d'intérêt en elle-même, sinon le témoignage de la présence d'une communauté juive suffisamment importante sur l'île par le passé.

## Transports

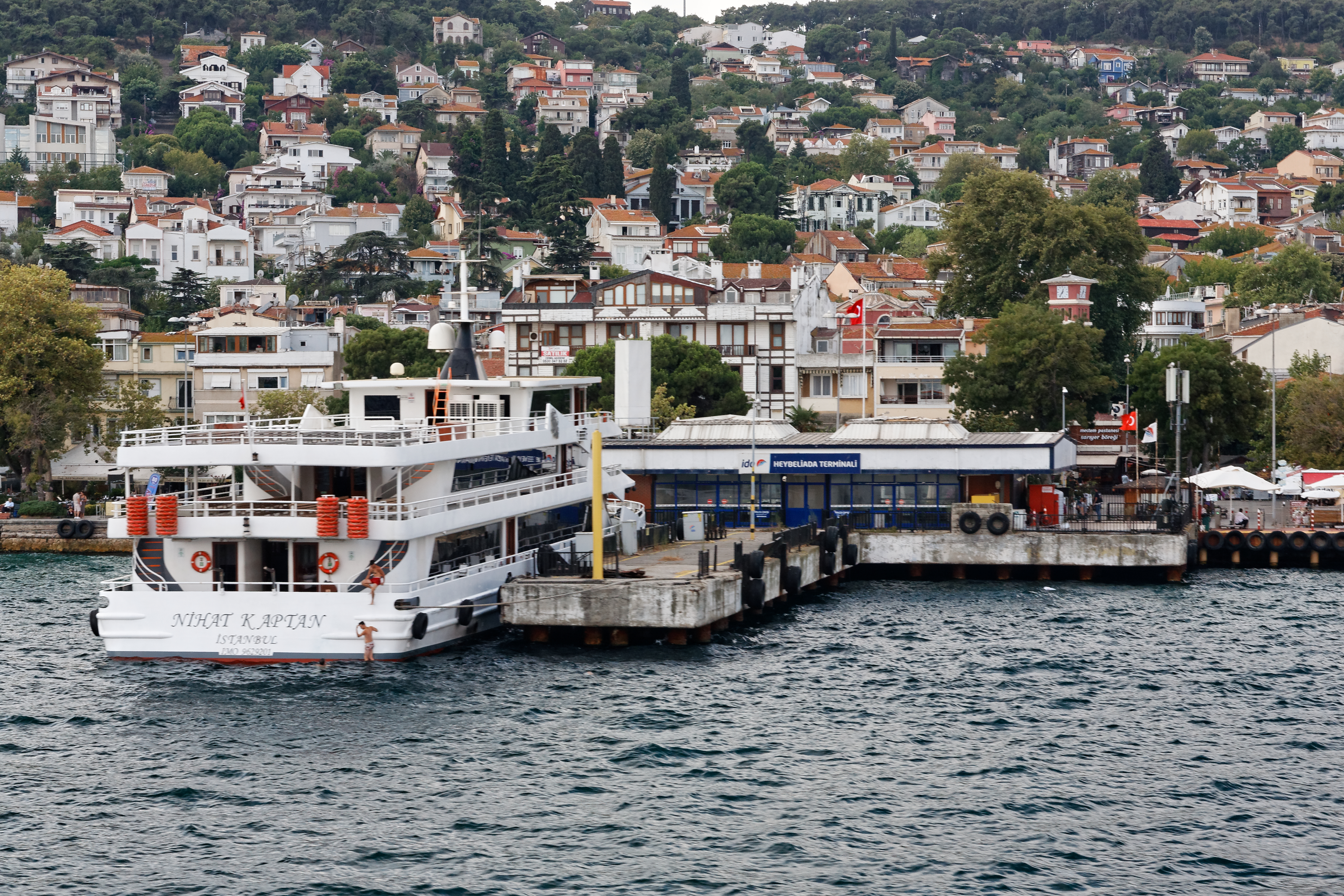
Le port passager de Heybeliada

L'accès à l'île s'effectue uniquement par bateau (navettes régulières depuis Istanbul et les autres îles de l'archipel des Îles des Princes).
Pour préserver l'île, les seuls véhicules thermiques autorisés à circuler sont les véhicules de service (ambulance, pompiers, police...) et quelques véhicules de transport militaires. Des phaétons servent de taxis et des porteurs peuvent se charger des objets et paquets volumineux. Les modes de déplacement privilégiés sur l'île sont la marche et le vélo, ainsi que les scooters ou voiturettes électriques.

## Démographie
La population hivernale de l'île est de 5 529 habitants en 2010, mais avec les beaux jours, la population atteint les 30 000 personnes avec l'ouverture des résidences secondaires. Les principales attractions au printemps sont les concerts en plein air, une piscine et un club fitness, et le jour de l'Indépendance en mars qui est commémoré par une fanfare locale navale.

## Personnalités
Aziz Nesin (1915-1995), écrivain et dramaturge turc est né à Heybeliada en 1915.

## Faits intéressants
Le TCG Heybeliada, le bateau amiral des douze corvettes de Classe Ada de la marine turque a pris le nom de l'île.
Une partie du film "The Butterfly's Dream" (ou "Kelebegin rüyasi" en turc) a été filmée sur cette île.